# Cynoglossus dollfusi
Cynoglossus dollfusi es una especie de pez de la familia Cynoglossidae en el orden de los Pleuronectiformes.

## Distribución geográfica
Se encuentran en las costas del Canal de Suez.